# 庫里山 (保卡坦博省)
13°38′25″S 71°39′20″W / 13.64028°S 71.65556°W
庫里山（Curi），是秘魯的山峰，位於該國南部庫斯科大區的保卡坦博省和基斯皮坎奇省，處於維拉科查山以北的烏魯班巴河右岸，屬於安第斯山脈的一部分，海拔高度4,200米。